# 데이비드 아출레타 (킥복싱 선수)
데이비드 아출레타(David Archuleta)는 전직 미국 공군 출신의 미국의 킥복싱 선수이다. 오키나와인이다. 1982년 5월달에 태어났으며, 앨버커키에서 태어났다. 총 전적은 23전이고, 그 중 승은 20승이다.